# Jérôme Truyens
Jérôme Truyens (4 de agosto de 1987) é um jogador de hóquei sobre a grama belga, medalhista olímpico

## Carreira
Jérôme Truyens integrou o elenco da Seleção Belga de Hóquei Sobre Grama, nas Olimpíadas de 2008, 2012 e 2016. No Rio 2016 foi medalha de prata.